# Camille Corney
Camille Corney (¿? – 11 de junio de 1952) fue un director y actor teatral de nacionalidad francesa. 
Fue director del Teatro de los Campos Elíseos, y falleció en la ciudad de Túnez.

## Teatro

### Director
- 1928 :	L'Innocente, de Henri-René Lenormand
- 1929 : Au clair de la lune, de Jehan Bouvelet y Edgar Bradby
- 1932 : Le Paquebot Tenacity, de Charles Vildrac
- 1942 : Les Dieux de la nuit, de Charles de Peyret-Chappuis
- 1943 : Británico, de Jean Racine
- 1949 : Andrómaca, de Jean Racine

### Actor
- 1924 : Chacun sa vérité,  de Luigi Pirandello, escenografía de Charles Dullin
- 1925 : George Dandin ou le Mari confondu, de Molière, escenografía de Charles Dullin
- 1926 : La Comédie du bonheur, de Nicolas Evreïnoff, escenografía de Charles Dullin
- 1927 : Mixture, de Henri-René Lenormand, escenografía de Georges Pitoëff
- 1928 : L'Innocente, de Henri-René Lenormand, escenografía de Camille Corney
- 1928 : La Maison des cœurs brisés, de George Bernard Shaw, escenografía de Georges Pitoëff
- 1932 : Dimanche, de Claude Roger-Marx
- 1932 : Le Paquebot Tenacity, de Charles Vildrac, escenografía de Camille Corney
- 1951 : Tapage nocturne, de Marc-Gilbert Sauvajon, escenografía de Jean Wall
- 1951 : Halte au destin, de Jacques Chabannes, escenografía de Georges Douking

## Filmografía
- 1933 : Le Jugement de minuit, de Alexandre Esway y André Charlot
- 1933 : Une vie perdue, de Raymond Rouleau
- 1938 : Le Temps des cerises, de Jean-Paul Le Chanois